# 宮本みち子
宮本 みち子（みやもと みちこ、1947年8月28日 - ）は、日本の社会学者。社会学博士。千葉大学・放送大学名誉教授。専攻は、家族社会学・若者の社会学・生活保障論・社会政策。

## 来歴
1947年長野県松本市生まれ。1966年長野県松本深志高等学校卒業。1971年東京教育大学文学部社会科学科経済学専攻卒業。1973年東京教育大学文学部社会科学科社会学専攻卒業。1975年お茶の水女子大学大学院家政学研究科修士課程修了。1975年千葉大学教育学部助手、助教授、教授。1997-1998年イギリス・ケンブリッジ大学社会政治学部客員研究員。2005年放送大学教養学部教授、2014年副学長。労働政策審議会委員、中央教育審議会委員、社会保障審議会委員を歴任。内閣府子どもの貧困対策に関する有議者会議座長、内閣官房こども政策の推進に係る有識者会議構成員等。

## 著書・論文
- 『東京ミドル期シングルの衝撃ー「ひとり」社会のゆくえー』（宮本みち子・大江守之編著）東洋経済新報社（2024）
- 『若者の権利と若者政策』明石書店（2023）
- 『アンダークラス化する若者たちー生活保障をどう立て直すかー』（宮本みち子・佐藤洋作・宮本太郎編著）明石書店（2021）
- 「”失われた20年”で中期親子関係はどのように変わったのか」シンポジウム報告、『家族研究年報』No.45(2020)
- 「子どもの貧困の実態と社会政策」『奪われるこどもたちー貧困から考える権利の話ー』（富阪キリスト教センター編  第２章）教文館
- 『地方に生きる若者たち』（石井まこと・宮本みち子・阿部誠編著）旬報社（2017）
- 『人口減少社会の構想』（宮本みち子・大江守之編著）編著 放送大学教育振興会（2017）
- 「日本における成人期への移行モデルと若者政策ー家族と仕事の変容からー」『家族関係学』第35号（2016）
- 「単身社会のゆくえと親密圏の再構築」『2050年超高齢社会のコミュニティ構想』（若林靖永・樋口恵子編 第4章）岩波書店
- 「若者無業者と地域サポートステーション事業」, 季刊・社会保障研究, Vol.51 No.1 （2015）
- 「若者の移行期政策と社会学の可能性―「フリーター」「ニート」から「社会的排除」へ」社会学評論66(2)（2015）
- 『下層化する女性たち: 労働と家庭からの排除と貧困』（小杉礼子・宮本みち子編著）勁草書房（2015）
- 『すべての若者が生きられる未来をー家族・教育・仕事からの排除に抗して』（宮本みち子編）岩波書店（2015）
- 「生活困窮者の増加と生活保障の課題」『生活経営学研究』No.48(2013)
- 「若者不安定就業者の経済的移行と家族形成の実態―親の家からの独立の課題を中心に―」『日本労働社会学会年報』23号（2013）
- 「成人期への移行モデルの転換と若者政策」『人口問題研究』国立社会保障・人口問題研究所,68巻第1号(2012)
- 『若者が無縁化する； 仕事・福祉・コミュニティでつなぐ』ちくま新書（2012）
- 『現代世界の結婚と家族』（宮本みち子・善積京子編著） 放送大学教育振興会（2008）
- 『雇用流動化のなかの家族；企業社会・家族・生活保障システム』（宮本みち子・舩橋惠子編著） ミネルヴァ書房（2008）
- 「長期化する移行期の実態と移行政策」『若者－長期化する移行期と社会政策』（社会政策学会編 Ⅰｰ1）法律文化社（2008）
- 『若者が《社会的弱者》に転落する』洋泉社・新書（2002）
- 『ポスト青年期と親子戦略 ；大人になる意味と形の変容』勁草書房（2004）　など

### 翻訳
- ジル・ジョーンズ／クレア・ウォーレス著『若者はなぜ大人になれないのか―家族・国家・シティズンジップ』新評論（1996）